# Mezzanine (CMS)
Mezzanine è una piattaforma software di content management system (CMS) per la realizzazione di siti web, scritta interamente in linguaggio Python utilizzando Django come framework.  È pubblicata e distribuita con una licenza BSD.

## Caratteristiche
Abbastanza semplice, integrato con molte funzionalità. Non bisogna ricorrere a moduli e plug-in esterni. Può essere utilizzato per costruire pagine statiche, blog, modulistica e gestire dati di diverso tipo.